# Список форм правління

## Економічна вісь (Ліві проти Правих)[1]

#### Ліві (суспільна власність, рівність)
- Комунізм: Ідеологія, що прагне створити безкласове суспільство.
- Соціалізм: Соціальна та економічна система, заснована на суспільній власності.
- Ресурсо-Орієнтована Економіка: Система, що базується на ефективному розподілі ресурсів.
- Анархо-синдикалізм: Бездержавне суспільство, організоване через робітничі профспілки.

#### Центристи (компроміс, збалансований підхід)
- Блеризм: Політична ідеологія, що поєднує соціальні та економічні елементи.
- Лівоцентризм: Політична позиція, що знаходиться між лівими і правими, ближче до лівих.
- Правоцентризм: Політична позиція, що знаходиться між правими і лівими, ближче до правих.
- Комунітаризм: Ідеологія, що наголошує на важливості громади та суспільних цінностей.
- Дістрібутізм: Економічна ідеологія, що прагне широкого розподілу власності.
- Золота середина: Політика уникнення крайнощів.
- Незалежний політик: Політик, який не належить до жодної партії.
- Праві та ліві в політиці: Ідеологічне поєднання елементів правого та лівого спектрів.
- Радикалцентризм: Ідеологія, що прагне фундаментальних змін у центристському напрямку.
- Синкретична політика: Поєднання елементів різних політичних ідеологій.
- Третій шлях: Політична ідеологія, що поєднує елементи лівих і правих ідей.

- Зелені:  Еко-Активісти, що хочуть спролбувати себе в політиці для вирішення екологічних катастроф

#### Праві (приватна власність, ієрархія)
- Капіталізм: Економічна система, де засоби виробництва є приватною власністю.
- Плутократія: Правління найбагатших.
- Корпоратократія: Правління великих корпорацій і бізнесу. {gjcbkfyyyz yf hjkbr }
- Феодалізм: Соціальна система, заснована на ієрархії володінь.
- Олігополія: Правління, де влада належить невеликій групі монополістів.

## Соціальна вісь (Авторитарні проти Лібертаріанських)[2]

#### Авторитарні (контроль, централізована влада)
- Тоталітаризм: Політична система, що контролює всі аспекти життя громадян.
- Авторитаризм: Правління з необмеженою владою однієї особи чи групи.
- Фашизм: Тоталітарна ідеологія, що поєднує націоналізм і авторитаризм.
- Монархія: Правління однієї особи, яка успадковує владу.[3]
- Військова диктатура: Авторитарне правління, встановлене військовими.[4]
- Стратократія: Правління військових.
- Етатизм: Політична система, де держава має великий вплив на життя.
- Колоніалізм: Контроль однієї держави над іншою територією.
- Імперіалізм: Розширення влади та впливу держави шляхом завоювань.
- Патримоніалізм: Правління, засноване на особистій власності та спадку.
- Сигнатура: Правління, що базується на підписаних указах.
- Демократичний централізм: Політичний принцип, що поєднує вільні обговорення з єдністю в дії.

#### Лібертаріанські (свобода, мінімальний контроль)
- Анархія: Відсутність уряду та примусової влади.
- Акрасія: Відсутність правління через моральне несприйняття влади.
- Нігілістична анархія: Анархія, що відкидає всі форми влади та інститути.

## Інші категорії (щодо характеру правління)

#### За якістю правління
- Меритократія: Правління, засноване на особистих заслугах і здібностях.
- Геніократія: Правління найрозумніших і найталановитіших.
- Китократія: Правління, засноване на виборі найгіднішого.
- Какістократія: Правління найгірших, найменш кваліфікованих людей.
- Клептократія: Правління, де корупція та злодійство є нормою.

#### За віком або статтю
- Геронтократія: Правління найстаріших членів суспільства.
- Хронократія: Правління, засноване на віці.
- Педиатрикатія: Правління дітей.
- Гінократія: Правління жінок.
- Адрократія: Правління чоловіків.
- Патриархат: Правління чоловіка в родині або суспільстві.
- Філіархія: Правління спадкоємців, онуків.
- Ювенократія: Правління молодих людей.

#### За типом домінування
- Аристократія: Правління невеликої групи привілейованих осіб.
- Олігархія: Правління невеликої групи заможних або впливових людей.
- Бюрократія: Правління чиновників і адміністративного апарату.
- Теократія: Правління, де релігійні лідери є політичною владою.
- Еклезіократія: Правління, де релігійні лідери мають політичну владу.
- Конфесійна держава: Правління, засноване на панівній релігії.
- Племенізм: Правління, засноване на родоплемінній структурі.
- Технократія: Правління вчених і технічних фахівців.
- Логократія: Правління, що базується на слові та риториці.
- Софістократія: Правління, засноване на мудрості або філософії.
- Спектрократія: Правління, засноване на символах, образах або емоціях.
- Хирократія: Правління, засноване на умілих руках або майстерності.
- Гідрократія: Правління, засноване на контролі водних ресурсів.
- Герократія: Правління героїв або тих, хто проявив себе у бою.

#### Гібридні та інші
- Демократія: Правління народу.
- Республіканізм: Правління, де влада належить обраним представникам.
- Електрократія: Правління обраних осіб.
- Ідеократія: Правління, засноване на конкретній ідеології. (не путати з Ідіократіяєю із однойменного фільму)
- Конфедерація: Об'єднання суверенних держав.
- Федералізм: Система, де влада розділена між центральним і регіональним урядами.
- Колонія: Територія, що знаходиться під політичним контролем іншої держави.
- Ісократія: Рівне правління.
- Кооптократія: Правляча група самостійно обирає нових членів.
- Критикократія: Правління суддів.
- Матримоніатократія: Правління, засноване на шлюбних союзах.
- Охлократія: Правління натовпу, юрби.
- Tupi (Тайне Правління Іншопланетян) : гіпотетична спекулятивна форма правління про яку постійно розповідають конспірологи
- Панкратія: Правління, що поєднує елементи всіх існуючих форм.
- Станократія: Правління, засноване на станово-ієрархічній структурі.
- Етнократія: Правління, де влада належить представникам певної етнічної групи.
- Моблократія: Правління агресивної, неконтрольованої юрби.
- Номократія: Правління, засноване на верховенстві закону.
- Піратство: Форма організації, заснована на морському розбої.
- Біократія: Правління, що базується на біологічних принципах.